# 龍洋
龍 洋（りゅう よう、1989年12月17日 - ）は、中華人民共和国のニュースキャスター・司会。湖南省郴州市出身。

## 経歴
1989年12月17日、湖南省郴州市で生まれる。2007年に郴州市第一高級中学を卒業すると、南京芸術学院映画電視学院に進学した。2011年に卒業。同年に南京広播電視台の放送番組に参加し、「直播南京」の司会を務めた。2015年5月に中国中央電視台に入社し、中国中央電視台財経チャンネルに配属された。同年5月1日から、「第一時間」「生活早間秀」のキャスターを務めていた。2021年2月11日、中国中央電視台「春節聯歓パーティー」の司会を務めた。

## テレビ番組
- 「直播南京」
- 「粉絲大派送」
- 「為你而戦」
- 「第一時間」
- 「驚喜連連」
- 「新年新世界」
- 「@春晩」
- 「巴西の秘密」
- 「美麗中国城2」
- 「綜芸頭條」
- 「美麗中国城3」
- 「中国詩詞大会5」
- 「全球中文音楽榜上榜」
- 「中国文芸報道」